# Earl Eby

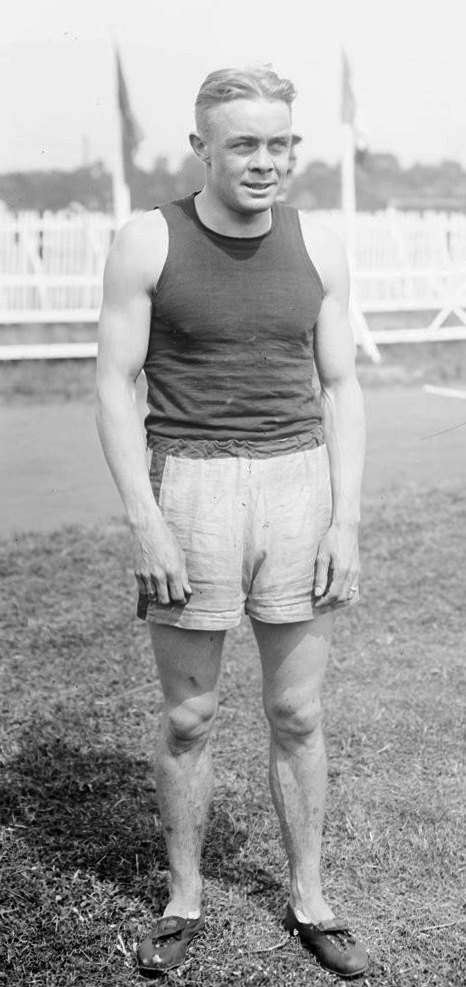
Earl Eby im Jahr 1919

Earl Eby (Earl William Eby; * 18. November 1894 in Aurora, Illinois; † 14. Dezember 1970 in Valley Forge, Pennsylvania) war ein US-amerikanischer Mittelstreckenläufer und Sprinter.
Im Ersten Weltkrieg diente er in der United States Army und stieg bis zum Rang eines Unterleutnants auf. Bei den Inter-Allied Games 1919 siegte er über 400 Meter und wurde Zweiter über 800 Meter.
1920 qualifizierte er sich als US-Meister über 880 Yards für die Olympischen Spiele in Antwerpen, bei denen er über 800 Meter die Silbermedaille in 1:53,7 min hinter dem Briten Albert Hill (1:53,4 min) und vor dem Südafrikaner Bevil Rudd (1:53,7 min) gewann.
1917, 1920 und 1923 wurde er US-Hallenmeister über 600 Yards und 1921, für die University of Pennsylvania startend, NCAA-Meister über 880 Yards.
Nach seiner aktiven Laufbahn wurde er Sportjournalist.